# Operatie Jedburgh

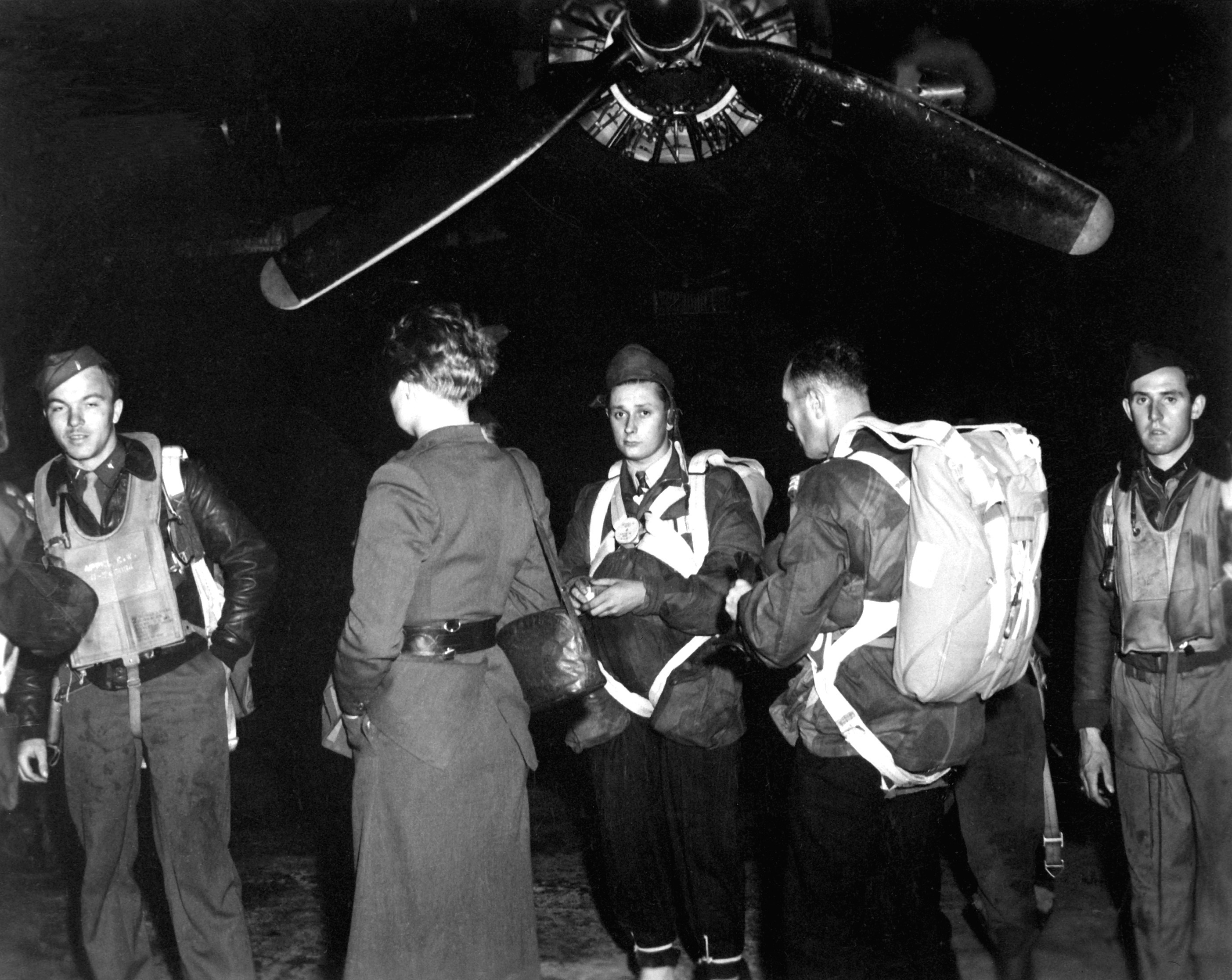
Leden van Jedburgh-teams staan voor een B-24 Liberator vlak voor opstijgen

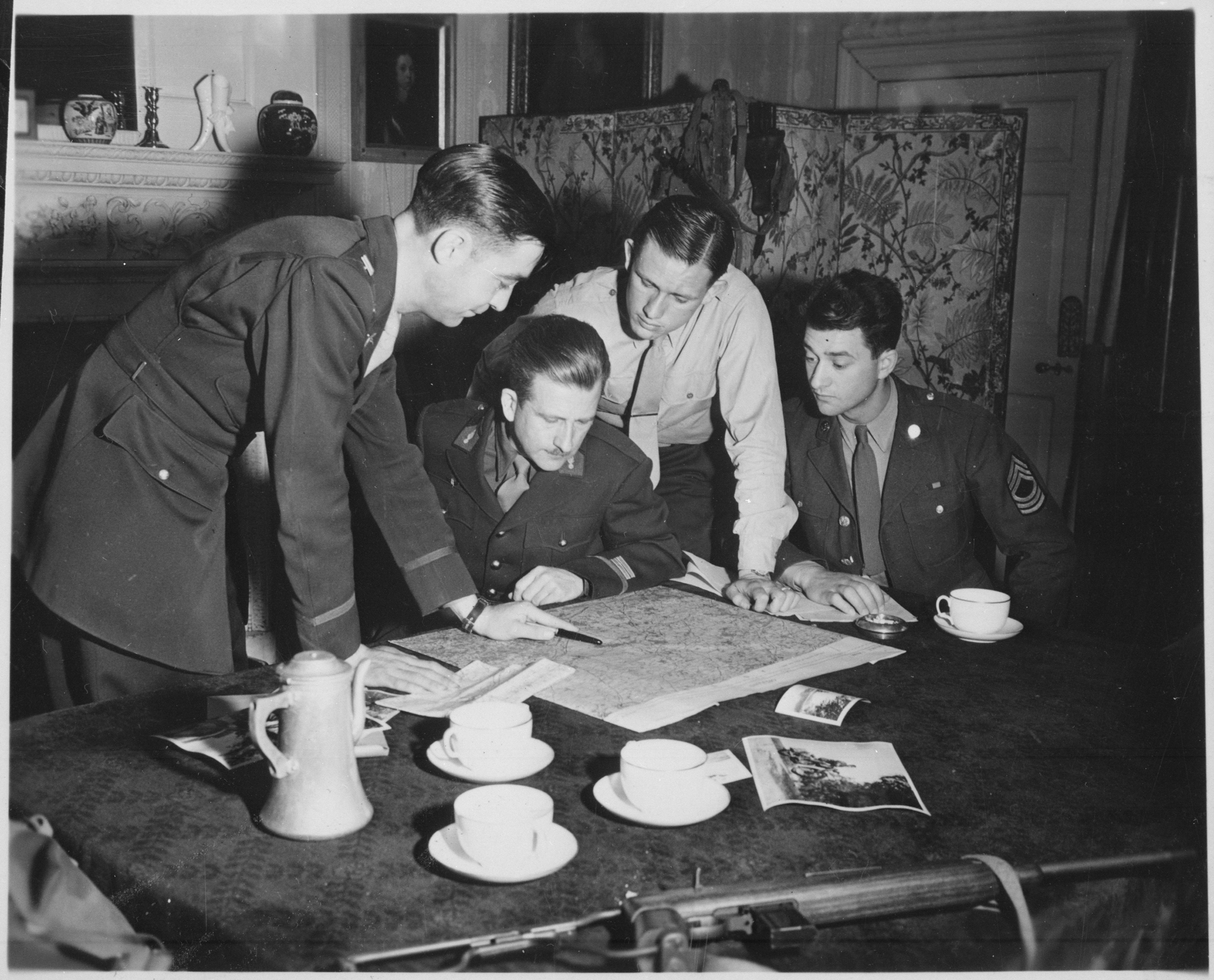
Leden van Jedburgh-teams krijgen instructies van een officier in Londen

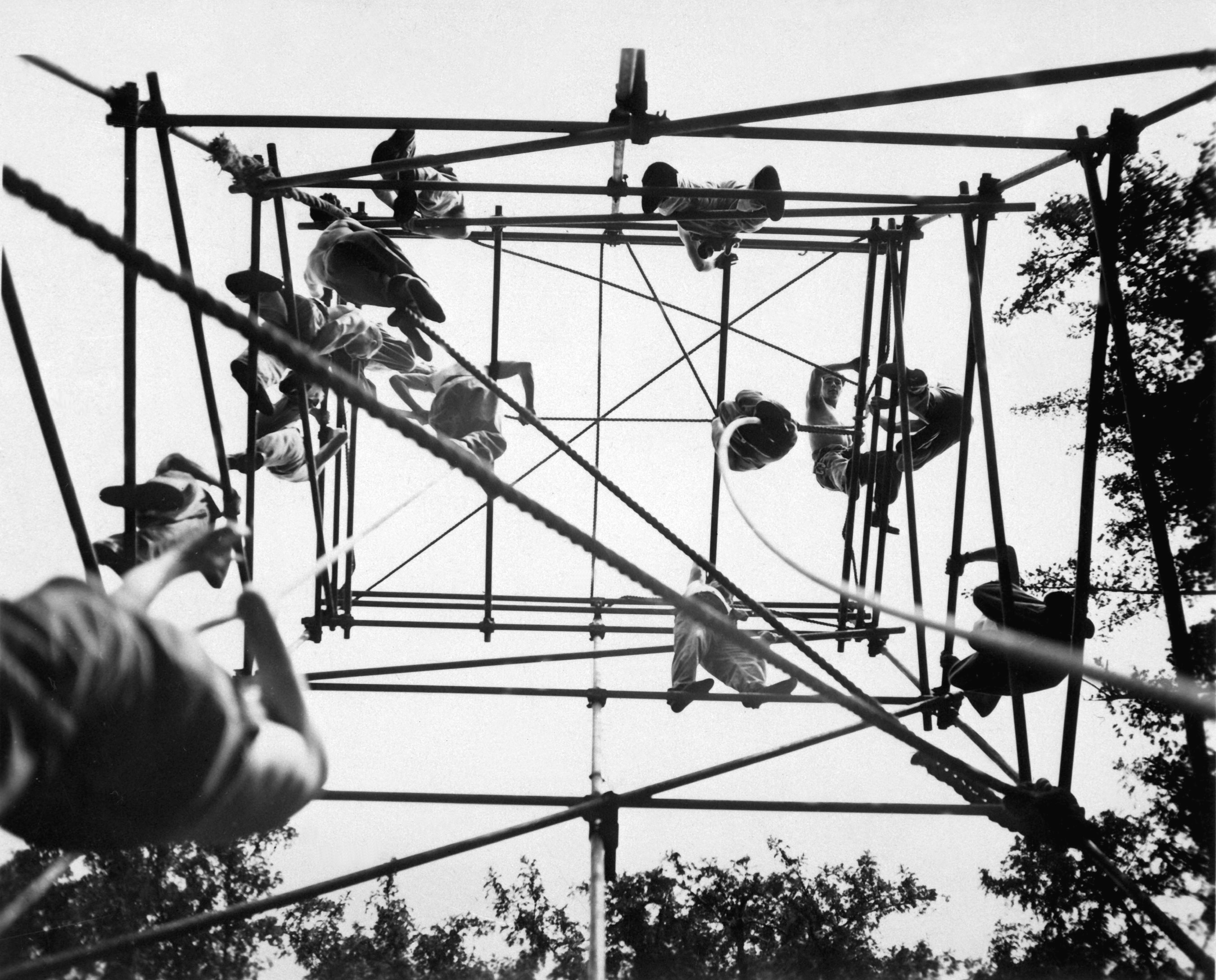
Leden van Jedburgh-teams tijdens een training bij Milton Hall

Operatie Jedburgh was een geallieerde operatie tijdens de laatste jaren van de Tweede Wereldoorlog. Hierbij landden speciale eenheden per parachute of zweefvliegtuig achter de vijandelijke linies in Frankrijk, België en Nederland om sabotage- en guerrilla-acties uit te voeren tegen de Duitse bezetters en plaatselijke verzetsgroepen te organiseren. De operatie was vermoedelijk vernoemd naar de Schotse plaats Jedburgh, willekeurig gekozen uit een lijst met codenamen.

## Teams
De belangrijkste functie van de Jedburgh-teams was om als tussenschakel te dienen tussen de geallieerden en plaatselijke verzetsgroepen. Ze organiseerden voorzieningen van wapens en ammunitie en gaven advies, training en leiding aan de verzetsgroepen. De teams landden meestal 's nachts, per parachute of zweefvliegtuig, en werden ontvangen door een plaatselijke verzetsgroep.
De "Jeds" of "Jedburghs", zoals de leden van deze teams genoemd werden, waren afkomstig van het Britse Special Operations Executive (SOE), het Amerikaanse Office of Strategic Services (OSS), het Franse Bureau Central de Renseignements et d'Action en de Nederlandse en Belgische strijdkrachten. Het SOE en OSS vormden een gezamenlijk hoofdkwartier in Londen, het Special Force Headquarters, intern ook 'Special Forces Headquarters' genoemd.
Na ongeveer een maand paramilitaire training in opleidingsfaciliteiten van de Britse SOE, werden de Jeds gestationeerd op het landgoed Milton Hall in het Engelse Cambridgeshire. Tot hun uitzending naar bezet gebied bleef dit het hoofdkwartier van de Jedburgh-militairen.
Er moesten in totaal circa 100 Jedburgh-teams worden geformeerd. Elk team bestond uit drie man: een bevelhebbende officier, een uitvoerende officier en een onderofficier die als telegrafist diende. Een van de officieren was altijd Brits of Amerikaans terwijl de andere officier uit het land kwam waar het team actief was (Frankrijk, België of Nederland). Naast hun wapens (waaronder een M1 Carbine en een Colt-pistool) en sabotage-apparatuur hadden de teams een Type B Mark II-radio (bijgenaamd de B2 of Jed Set) om te kunnen communiceren met het hoofdkwartier in Londen. Elk team kreeg ook een lap zijde mee met daarop ongeveer 500 vierletterige codes ter afkorting van veelgebruikte berichten en een one-time pad om de berichten te versleutelen. De radio's bleken voor veel problemen te zorgen: regelmatig verdwenen ze of gingen kapot bij de parachutesprong, en als ze wel werkten, waren er vaak problemen om contact te krijgen met het hoofdkwartier in Londen.
Hitlers Kommandobefehl gaf de Duitsers toestemming om de Jedburghs te martelen en executeren als ze gevangengenomen werden. Aangezien de Jedburghs een uniform droegen, was dit een oorlogsmisdaad. Verscheidene Jedburghs werden uiteindelijk gefusilleerd, waaronder de Britse officier Victor A. Gough op 25 november 1944 (in Frankrijk). De Britse telegrafist John Austin werd gefusilleerd door de Duitsers in Nederland op 4 april 1945 en ligt begraven op het Erehof Hattem.

## Geschiedenis
Operatie Jedburgh was de eerste samenwerking in Europa van belang tussen het Britse Special Operations Executive (SOE) en het Amerikaanse Office of Strategic Services (OSS). De Britten waren op dat tijdspunt niet in staat om zo'n grote operatie alleen uit te voeren. Bijvoorbeeld hadden ze maar 23 Handley Page Halifax-vliegtuigen om agenten en voorzieningen af te werpen. Dit was nauwelijks genoeg om haar bestaande agenten in de door Duitsers bezette gebieden te ondersteunen.
De Amerikanen wilden maar al te graag betrokken worden bij de operatie, aangezien ze hiermee meer agenten in Noordwest-Europa zouden hebben dan ooit tevoren. Desondanks verzekerde de Amerikaanse generaal Eisenhower de Fransen dat ze de operatie zelf zouden leiden en gaf ze op 9 juni 1944 het bevel over de Jedburgh-teams in Frankrijk. De Amerikanen konden de Britse vliegtuigen aanvullen met B-24 Liberator-toestellen (codenaam "Carpetbagger") die vanaf de Britse vliegbasis RAF Harrington vlogen.
De rekrutering van Jedburgh-leden begon midden 1943 en de eerste Jedburgh-teams werden begin 1944 gevormd. Het eerste Jedburgh-team, codenaam "Hugh", werd afgeworpen in Centraal-Frankrijk, nabij Châteauroux, in de nacht voor de landingen in Normandië in juni 1944. In totaal waren 93 teams actief in Frankrijk tussen juni en december 1944. Ze droegen codenamen die meestal gebaseerd waren op de namen van kruiden, met enkele toevallig gekozen namen die niet waren gebaseerd op kruiden, om zo de Duitsers in de war te brengen.
Tijdens Operatie Market Garden werden vier Jedburgh-teams in Nederland ingezet. Het Jedburgh-team "Dudley" werd al een week voor deze operatie boven Overijssel geparachuteerd. Verscheidene Jedburgh-ploegen konden tijdens Operatie Market Garden, in samenwerking met het verzet, een grote bijdrage aan de geallieerden leveren. Na het mislukken van Operatie Market Garden leidde Jedburgh-team "Stanley II" in Nijmegen en omstreken (voormalige) verzetsstrijders op tot Stoottroepen en Bewakingstroepen.
In april 1945 werden de laatste twee Jedburgh-teams in Nederland ingezet. Een vierkoppig Jedburgh-team (codenaam "Dicing") werd nabij Hooghalen in Drenthe afgeworpen, bestaande uit onder meer de Nederlandse kapiteins Arie Bestebreurtje en Carel Ruijsch van Dugteren. Bestebreurtje verzwikte zijn enkel bij de landing en wist, na zich vijf dagen verborgen te houden, de aandacht van een boer te trekken, die hem op zijn boerderij verborgen hield. Ruijsch van Dugteren daarentegen wist contact te leggen met een plaatselijke verzetsleider en kon zijn missie uitvoeren: het geven van wapeninstructies aan het plaatselijke verzet en het organiseren van verzetsactiviteiten tegen de Duitsers. Op 12 april maakte hij er melding van dat hij als een van de eersten Kamp Westerbork was binnengelopen tijdens de bevrijding van dit concentratiekamp.
Jedburgh-teams werden ook ingezet tegen de Japanners in Zuidoost-Azië in 1945, waaronder Frans-Indochina, waar 60 Jedburghs werden ingezet om de Franse guerrilla-eenheid Corps Léger d'Intervention te ondersteunen. In Birma namen Jedburgh-teams deel aan Operatie Billet, bedoeld om het Birmese verzet tegen de Japanners aan te wakkeren, en Operatie Character, dat was bedoeld om het verzet van de Karen te organiseren.
Veel van de Amerikaanse Jeds die de oorlog overleefden, kregen later belangrijke functies in het Amerikaanse leger en de CIA. John Singlaub bijvoorbeeld werd generaal en was een van de oprichters van de CIA, William Colby diende als directeur van de CIA en Aaron Bank richtte de United States Army Special Forces (Green Berets) op.

## Jedburgh-teams in Nederland
De volgende Jedburgh-teams waren actief in Nederland:

### Dudley

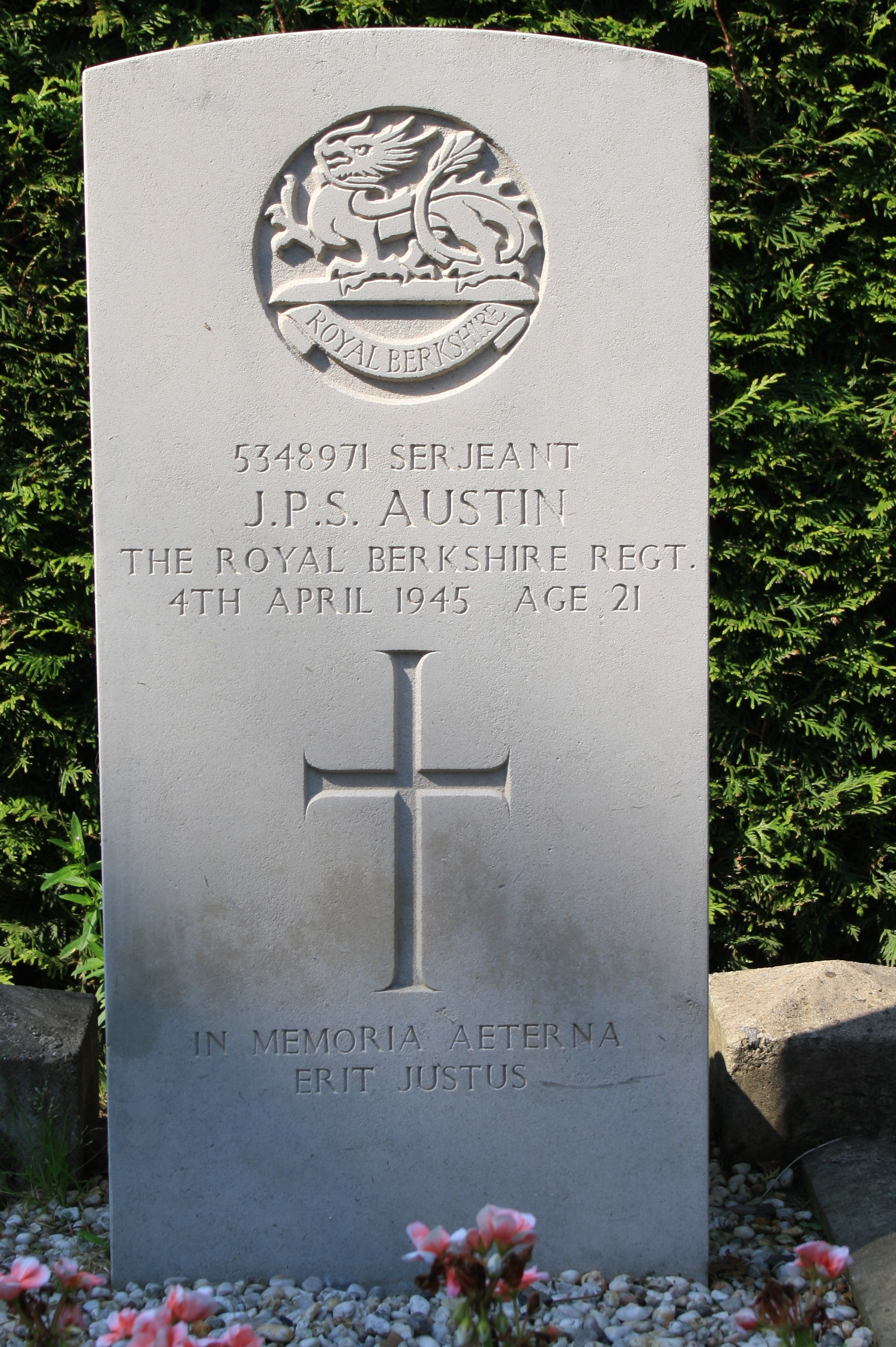
Graf van John Austin (team Dudley) op Erehof Hattem

Geland nabij Stegerveld op 12 september 1944
- Majoor Henk Brinkgreve (Nederlands)
- Majoor John Olmsted (Amerikaans)
- Sergeant John Austin (Brits)

### Edward
Geland nabij Groesbeek op 17 september 1944, tijdens Operatie Market Garden
- Kapitein Jacob Staal (Nederlands)
- Kapitein McCord Sollenberger (Amerikaans)
- Kapitein Mills (Brits)
- Luitenant Leonard Richard Douglas Willmott (Brits)
- Sergeant James R. Billingsley (Amerikaans)

### Claude

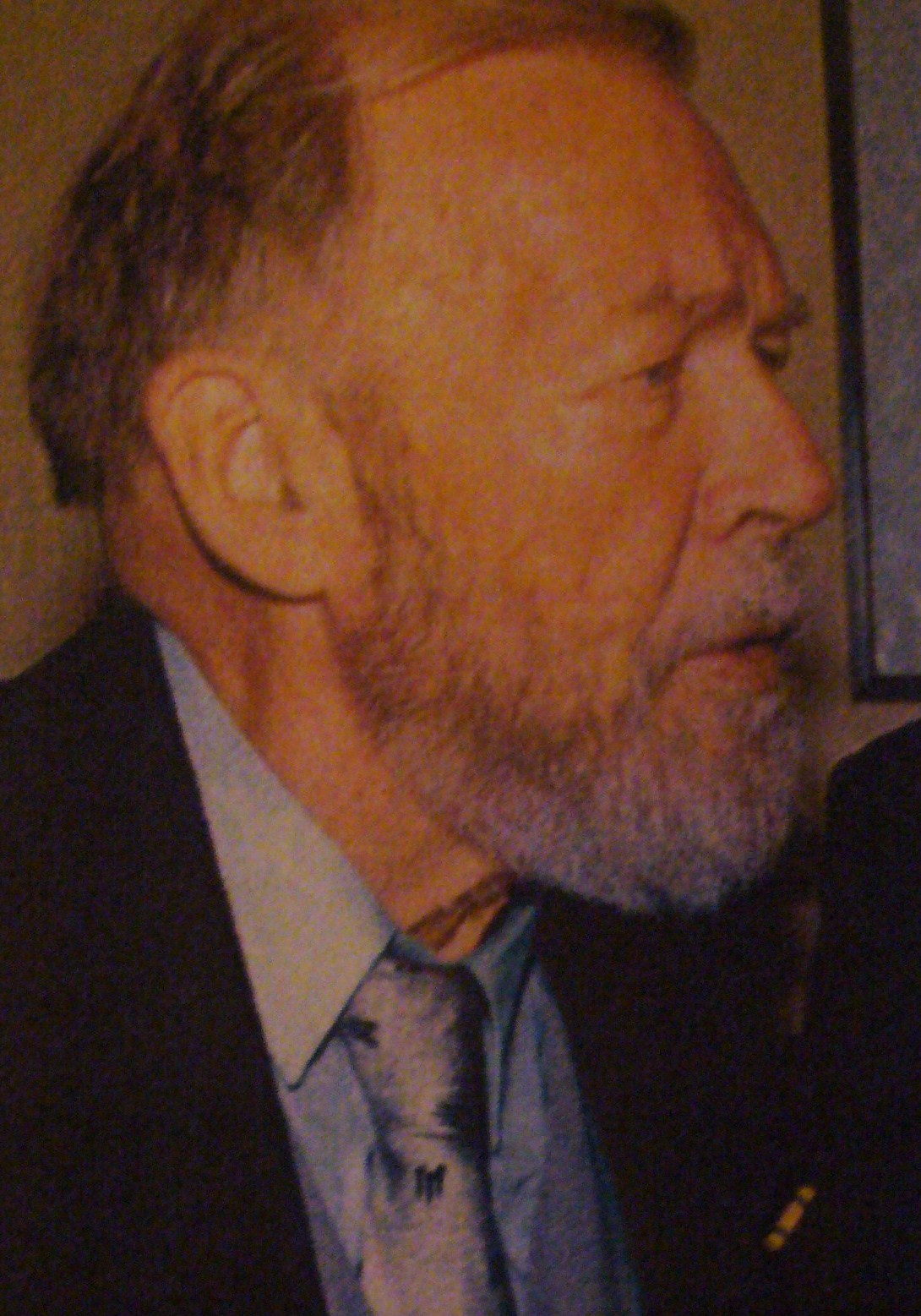
Maarten Knottenbelt (teams Claude en Gambling) met lintje van de Militaire Willems-Orde, 2003

Geland nabij Arnhem op 17 september 1944, tijdens Operatie Market Garden
- Kapitein Jacobus Groenewoud (Nederlands)
- Luitenant Maarten Knottenbelt (Nederlands)
- Luitenant Harvey Todd (Amerikaans)
- Sergeant Scott (Amerikaans)

### Clarence
Geland nabij Groesbeek op 17 september 1944, tijdens Operatie Market Garden
- Kapitein Arie Bestebreurtje (Nederlands)
- Luitenant George Verhaeghe (Amerikaans)
- Sergeant Willard Beynon (Amerikaans)

### Daniel II
Geland nabij Son op 17 september 1944, tijdens Operatie Market Garden
- Majoor Wilson (Brits)
- Luitenant Abraham du Bois (Nederlands)
- Sergeant Lykele Faber (Nederlands)
- Sergeant Mason (Brits)

### Stanley II
Gevormd nabij Nijmegen op 2 oktober 1944
- Kapitein Arie Bestebreurtje (Nederlands)
- Kapitein Peter Vickery (Brits)
- Sergeant Beynon (Amerikaans)

### Gambling
Geland nabij Appel op 3 april 1945
- Majoor A.H. Clutton (Brits)
- Kapitein Maarten Knottenbelt (Nederlands)
- Sergeant Jim Menzies (Brits)

### Dicing
Geland nabij Hooghalen op 7 april 1945, tijdens Operatie Amherst
- Majoor R.A.F. Harcourt (Brits)
- Kapitein Arie Bestebreurtje (Nederlands)
- Kapitein Carel Ruijsch van Dugteren (Nederlands)
- Sergeant C.C. Somers (Brits)

## Verder lezen
- Beavan, Colin (2006). Operation Jedburgh: D-Day and America's First Shadow War. Viking, New York. ISBN 0-670-03762-1.
- Fredric Boyce & Douglas Everett, SOE: The Scientific Secrets, The History Press, 2004
- Foot, M.R.D. (1984). The Special Operations Executive 1940–1946. Greenwood Press / BBC.
- Ford, Roger (2004). Steel From the Sky: Behind Enemy Lines in German-Occupied France. Weidenfeld & Nicolson.
- Hooiveld, J. (2014). Operatie Jedburgh: Geheime Geallieerde missies in Nederland 1944-1945. Boom Uitgevers. ISBN 978-90-8953-256-5.
- Irwin, Will (2005). The Jedburghs: The Secret History of the Allied Special Forces, France 1944. PublicAffairs. ISBN 1-58648-307-2.
- Inquimbert (2006). Les Équipes Jedburgh: Juin 1944 - Décembre 1944. Lavauzelle. ISBN 2-7025-1307-7.